# Máy trộn tiền mã hóa
Máy trộn tiền mã hóa, hay dịch vụ trộn tiền mã hóa là dịch vụ trộn các nguồn tiền mã hóa có khả năng bị biết danh tính hoặc "bẩn" với các nguồn tiền khác, nhằm mục đích che giấu nguồn gốc ban đầu của nguồn tiền. Quá trình trộn thường thực hiện thông qua việc gộp chung nhiều nguồn tiền với nhau trong một thời gian lớn và ngẫu nhiên, sau đó di chuyển chúng tới các địa chỉ đích mới. Vì các nguồn tiền được gộp chung và sau đó được phân phối lại vào các thời điểm ngẫu nhiên, sẽ rất khó để theo dõi chính xác số tiền. Những máy trộn này sinh ra để cải thiện tính ẩn danh của các loại tiền mã hóa – thường là Bitcoin (nên còn có cách gọi là máy trộn Bitcoin) – vì những đồng tiền này sử dụng một sổ cái công khai cho tất cả giao dịch. Do tính riêng tư của dịch vụ, những kẻ lừa đảo thường sử dụng máy trộn tiền mã hóa vào mục đích rửa tiền.

## Bối cảnh
Các máy trộn thường sẽ lấy phí 1–3% cho mỗi giao dịch. Việc trộn tiền giúp bảo vệ quyền riêng tư và cũng có thể được sử dụng để rửa các khoản tiền bất hợp pháp. Việc trộn số tiền lớn có thể là bất hợp pháp khi vi phạm Luật Phòng chống rửa tiền. Một tác giả về tội phạm tài chính tên Jeffrey Robinson đã đề xuất hình sự hóa các máy trộn do khả năng bị sử dụng vào các hoạt động bất hợp pháp, đặc biệt là tài trợ cho khủng bố; tuy nhiên, một báo cáo từ Trung tâm Chống Khủng bố (CTC) cho thấy việc sử dụng máy trộn trong các hoạt động liên quan đến khủng bố là "tương đối hạn chế". Đã có ít nhất một sự cố trong đó một sàn giao dịch tiền mã hóa đã đưa vào danh sách đen các khoản tiền gửi "bẩn" từ việc đánh cắp Bitcoin. Sự tồn tại của các máy trộn khiến việc che giấu danh tính khi tham gia các chợ đen darknet trở nên dễ dàng hơn và làm quá trình thực thi pháp luật khó khăn hơn.

## Máy trộn ngang hàng
Các máy trộn ngang hàng hoạt động như một nơi gặp gỡ của các người dùng Bitcoin. Thay vì phải sử dụng một máy trộn tập trung, những người dùng có thể tự sắp xếp để thực hiện quá trình trộn với nhau. Mô hình này đảm bảo tránh được việc những người điều hành máy trộn đánh cắp tiền khi xoá bỏ vai trò trung gian. Khi một giao dịch được hình thành với đầy đủ chữ ký, việc trao đổi Bitcoin giữa các người dùng được bắt đầu mà không ai trong những người tham gia có thể biết được sự kết nối giữa địa chỉ đến và địa chỉ đi.

## Rửa tiền
Vào tháng 12 năm 2013, máy trộn tiền điện tử Bitcoin Fog đã được sử dụng để rửa một phần trong số 96.000 BTC từ vụ cướp Sheep Marketplace. Vào tháng 2 năm 2015, tổng cộng 7.170 bitcoin đã bị đánh cắp từ sàn giao dịch Bter.com của Trung Quốc và được truy ngược lại cùng một máy trộn. Vào tháng 4 năm 2021, các nhà chức trách Liên bang Hoa Kỳ đã bắt giữ người sáng lập Bitcoin Fog, một người đàn ông Nga-Thụy Điển tên là Roman Sterlingov, với tội danh rửa tiền, điều hành một doanh nghiệp chuyển tiền không có giấy phép và chuyển tiền không có giấy phép tại Quận Columbia. Cáo buộc rằng trong 10 năm hoạt động, nó đã rửa hơn 1,2 triệu bitcoin với giá trị khoảng 335 triệu đô la. Tháng 2 năm 2020, một người đã bị cáo buộc điều hành máy trộn tiền điện tử và bị truy tố về tội "âm mưu rửa tiền, điều hành một doanh nghiệp chuyển tiền không có giấy phép và tiến hành chuyển tiền mà không có giấy phép của DC."